# Georges-Alexandre de Mecklembourg
Pour les articles homonymes, voir Georges de Mecklembourg.
Titre
Prétendant au trône de Mecklembourg-Strelitz
6 juillet 1963 – 26 janvier 1996
(32 ans, 6 mois et 20 jours)
Georges-Alexandre de Mecklembourg, (en allemand Georg-Alexander von Mecklenburg), né le 27 août 1921 à Nice et mort le 26 janvier 1996 à Mirow, est un membre de la Maison de Mecklembourg.

## Biographie
Il est le fils de Georges-Alexandre de Mecklembourg et d'Irina Raievskya. Après un accord conclu en 1950 avec la lignée de Mecklembourg-Schwerin, Georges-Alexandre est le chef de la Maison de Mecklembourg-Strelitz de 1963 à 1996. Il réside dans le château de Remplin qui est pillé et incendié le 11 avril 1940 sur ordre du gouverneur de Mecklembourg-Lübeck. En 1944, après l'arrestation de son père par la Gestapo et son internement au camp de concentration de Sachsenhausen, Georges-Alexandre est interné dans le château de la famille Stauffenberg. En 1945, il est reconnu comme victime du régime nazi. Après la Seconde Guerre mondiale il étudie le droit.
En 1990, pour sa famille, Georges-Alexandre de Mecklembourg demande la restitution des différentes propriétés confisquées par le régime nazi. Cette procédure qui s'avèrera des plus difficiles, s'achèvera en 2006, dix ans après le décès de Georges-Alexandre. À plusieurs reprises, il tente de faire accélérer la procédure. Il s'occupe de la protection des monuments en cas de conflit.

### Mariage et descendance
Le 30 avril 1946, Georges-Alexandre de Mecklembourg épouse l'archiduchesse Ilona de Habsbourg-Hongrie, fille de l'archiduc Joseph-François de Habsbourg-Hongrie et de la princesse Anne de Saxe (1903-1976), née le 20 avril 1927 à Budapest et morte le 12 janvier 2011 à Bad Krozingen en Allemagne. Le couple divorce en 1974.
Quatre enfants sont nés de cette union :
- Élisabeth de Mecklembourg, née en 1947, elle épouse en 1974 le baron Alhard von Bussche-Ippenburg, né en 1947.
- Marie de Mecklembourg, née en 1949, elle épouse en 1978 Wolfgang von Wasielewski, né en 1951.
- Caroline de Mecklembourg, née en 1952, elle épouse en 1980 Constantin Harmsen, né en 1954.
- Georges-Borwin de Mecklembourg, né en 1956, prétendant à la succession de Mecklembourg.

## Généalogie
Georges-Alexandre de Mecklembourg appartient à la troisième branche (Mecklembourg-Strelitz) issue de la première branche de la Maison de Mecklembourg. Cette troisième lignée s'éteignit avec Georges-Alexandre de Mecklembourg. Son fils, Georges-Borwin est l'actuel prétendant à la succession de Mecklembourg.

## Distinctions
Il était chevalier d'honneur et de dévotion dans l'ordre souverain de Malte.